# Mate Parlov
 Ovo je glavno značenje pojma Mate Parlov. Za druga značenja pogledajte Mate Parlov (nogometni sudac).
Mate Parlov (Split, 16. studenoga 1948. – Pula, 29. srpnja 2008.), bio je slavni hrvatski boksač i olimpijski, europski i svjetski osvajač zlatnog odličja za bivšu Jugoslaviju. U profesionalnoj karijeri osvojio je 1976. godine naslov europskog prvaka u poluteškoj kategoriji i naslov svjetskog prvaka u poluteškoj kategoriji po WBC-u 1978. godine. Bio je prvi boksač iz socijalističkih zemalja koji je osvojio profesionalnu svjetsku titulu. Mate Parlov jedini je boksač u povijesti tog športa koji je u istoj kategoriji osvojio olimpijsku, europsku i svjetsku amatersku te europsku i svjetsku profesionalnu titulu. Bio je najbolji hrvatski i jugoslavenski boksač svih vremena, te je već za života proglašen najboljim hrvatskim športašem 20. stoljeća.
Rodio se u Splitu, a podrijetlom je bio iz Imotskog, Hrvatska.

## Rani život
Mate Parlov rodio se u Splitu, kao najmlađi od četvero djece obitelji rodom iz Imotskog. Obitelj se 1958. godine preselila u Pulu.

## Profesionalna karijera
Parlov je započeo profesionalnu karijeru 1975. godine. Naslov europskog prvaka u poluteškoj kategoriji osvojio je 1976. godine pobjedom nad Talijanom Domenicom Adinolfijem tehničkim nokautom u jedanaestoj rundi. Taj je naslov obranio tri puta.
Godine 1976. suočio se s budućim deveterostrukim svjetskim prvakom Matthewom Saadom Muhammadom. U njihovoj prvoj borbi u Milanu, dogovorenoj na osam rundi, poražen je nakon odluke sudaca. U ponovnoj borbi s Muhammadom nakon desete runde rezultat je proglašen neriješenim.
Osvojio je naslov svjetskog prvaka u poluteškoj kategoriji verzija WBC 7. siječnja 1978. godine pobjedom nad Argentincem Miguelom Angelom Cuellom nokautom u devetoj rundi. WBC je naslov obranio pet mjeseci kasnije pobjedom nad četverostrukim svjetskim prvakom Englezom Johnom Contehom. Izgubio je naslov prvaka u poluteškoj kategoriji po WBC-u porazom od Marvina Johnsona tehničkim nokautom u desetoj rundi (Italija, 2. prosinca 1978.)
Kao profesionalac Parlov je imao 29 borbi: 24 pobjede, 3 poraza i 2 neriješene borbe. Pripremajući se za borbu s Johnsonom, Parlov je kao dodatne kondicijske pripreme imao igranje nogometa za pulski Staklar.

## Amaterska karijera
U amaterskoj karijeri imao je ukupno 310 mečeva uz samo 13 poraza. Tijekom svoje amaterske karijere, Parlov je bio osam puta prvak Jugoslavije u poluteškoj kategoriji (1967. – 1974.), pet puta prvak Balkana (1970. – 1974.), dvaput prvak Europe (1971. godine u Madridu i 1973. godine u Beogradu), te svjetski amaterski prvak na prvom svjetskom prvenstvu održanom 1974. godine u Havani, Kuba. Osvojio je dvaput nagradu Zlatne rukavice, 1967. i 1969. godine. Sudjelovao je na Olimpijskim igrama u Münchenu 1972. gdje je osvojio zlatno odličje u poluteškoj kategoriji.
- 1968. – Olimpijske igre u Meksiku, Meksiko: četvrtzavršnica (srednja kategorija)
  - W-PTS Lahcen Ahidous (Mauritanija)
  - W-PTS Jan van Ispelen (Nizozemska)
  - L-PTS Chris Finnegan (Engleska) (Finnegan će osvojiti zlatno odličje)
- 1971. – Europsko prvenstvo: zlatno odličje (poluteška kategorija)
- 1972. – Olimpijske igre u Münchenu, Njemačka: zlatno odličje (poluteška kategorija)
  - W-KO 2 Nouredine Aman Hassan (Čad)
  - W-KO 2 Imre Toth (Mađarska)
  - W-predaja bez borbe Miguel Angel Cuello (Argentina)
  - W-PTS Janusz Gortat (Poljska)
  - W-TKO 2 Gilberto Carrillo (Kuba)
- 1973. – Europsko prvenstvo: zlatno odličje (poluteška kategorija)
- 1974. – Svjetsko prvenstvo, Havana, Kuba: zlatno odličje (poluteška kategorija)

## Nakon boksanja
Njegov posljednji dodir s boksom bio je na Olimpijskim igrama 1984. godine gdje je imao ulogu jugoslavenskog izbornika. Na tim su olimpijskim igrama jugoslavenski boksači postigli svoje najbolje rezultate ikada: jedno zlato, jedno srebro i dvije bronce.
Nakon završetka svoje aktivne boksačke karijere živio je u Fažani pokraj Pule, daleko od športa i javnog života. Vodio je vlastiti kafić "Mate" u Puli.
U ožujku 2008. godine dijagnosticiran mu je rak pluća. Preminuo je četiri mjeseca kasnije, 29. srpnja 2008. godine. Mate Parlov pokopan je 31. srpnja 2008. godine na Gradskom groblju u Puli.

## Nagrade, priznanja, odličja i spomen
- Zlatne rukavice 1967. i 1969.
- Najbolji športaš Hrvatske 1971., 1972., 1973.
- Najbolji športaš Jugoslavije 1971., 1972., 1974.
- Najbolji športaš Balkana 1974.
- Istarski športaš 20. stoljeća
- Hrvatski športaš 20. stoljeća[2]
- Njemu u čast se dvorana u Puli zove Dom sportova „Mate Parlov”.
- Član WBC-ove Kuće slavnih
- Dobitnik zvijezde u hrvatskoj Ulici slavnih.
- Odlikovan Redom kneza Branimira s ogrlicom.
- Dobitnik državne nagrade za šport “Franjo Bučar” za životno djelo.[3]
- U Fažani je njemu u čast 2016. godine otvoreno šetalište Mate Parlov, a 2018. godine postavljen mu je brončani spomenik (rad akademskog kipara Ante Jurkića).
- Po njemu je nazvana vrsta pauka Harpactea mateparlovi
- U Puli je njemu u čast 2021. godine postavljen brončani spomenik (rad akademske kiparice Marije Ujević-Galetović).

## Profesionalne borbe
| 24 pobjede (12 nokautom, 12 sudačkom odlukom), 3 poraza (1 nokautom, 2 sudačkom odlukom), 2 neriješeno |            |                       |     |       |                     |                                        |                                                      |
| Rezultat                                                                                               | Statistika | Protivnik             | Tip | Runda | Datum               | Lokacija                               | Komentar                                             |
| Poraz                                                                                                  | 24–3–2     | Marvin Camel          | UD  | 15    | 31. ožujka 1980.    | Las Vegas, Nevada, SAD                 | Za WBC svjetsku titulu u teškoj kategoriji.          |
| Neriješeno                                                                                             | 24–2–2     | Marvin Camel          | PTS | 15    | 8. prosinca 1979.   | Split, Hrvatska                        | Za WBC svjetsku titulu u teškoj kategoriji.          |
| Pobjeda                                                                                                | 24–2–1     | Tony Mundine          | PTS | 12    | 26. rujna 1979.     | Gorica, Friuli-Venezia Giulia, Italija |                                                      |
| Pobjeda                                                                                                | 23–2–1     | Joe Maye              | KO  | 5     | 28. srpnja 1979.    | München, Bavarska, Njemačka            |                                                      |
| Poraz                                                                                                  | 22–2–1     | Marvin Johnson        | TKO | 10    | 2. prosinca 1978.   | Marsala, Sicilija, Italija             | Izbubio WBC svjetsku titulu u poluteškoj kategoriji. |
| Pobjeda                                                                                                | 22–1–1     | John Conteh           | SD  | 15    | 17. lipnja 1978.    | Beograd, Srbija                        | Obranio WBC svjetsku titulu u poluteškoj kategoriji. |
| Pobjeda                                                                                                | 21–1–1     | Tony Greene           | TKO | 6     | 28. travnja 1978.   | Sarajevo, BIH                          |                                                      |
| Pobjeda                                                                                                | 20–1–1     | Miguel Angel Cuello   | KO  | 9     | 7. siječnja 1978.   | Milano, Lombardija, Italija            | Osvojio WBC svjetsku titulu u poluteškoj kategoriji. |
| Pobjeda                                                                                                | 19–1–1     | Leo Kakolewicz        | TKO | 6     | 21. kolovoza 1977.  | Rijeka, Hrvatska                       |                                                      |
| Pobjeda                                                                                                | 18–1–1     | Harald Skog           | UD  | 15    | 9. srpnja 1977.     | Basel, Švicarska                       | Obranio EBU titulu u poluteškoj kategoriji.          |
| Pobjeda                                                                                                | 17–1–1     | Francois Fiol         | PTS | 15    | 5. travnja 1977.    | Morges, Švicarska                      | Obranio EBU titulu u poluteškoj kategoriji.          |
| Pobjeda                                                                                                | 16–1–1     | Christian Poncelet    | PTS | 10    | 5. ožujka 1977.     | Velenje, Slovenija                     |                                                      |
| Neriješeno                                                                                             | 15–1–1     | Matthew Saad Muhammad | PTS | 10    | 3. prosinca 1976.   | Trst, Friuli-Venezia Giulia, Italija   |                                                      |
| Pobjeda                                                                                                | 15–1       | Aldo Traversaro       | PTS | 15    | 15. listopada 1976. | Milan, Lombardija, Italija             | Obranio EBU titulu u poluteškoj kategoriji.          |
| Pobjeda                                                                                                | 14–1       | Al Bolden             | KO  | 9     | 11. rujna 1976.     | Zagreb, Hrvatska                       |                                                      |
| Pobjeda                                                                                                | 13–1       | Domenico Adinolfi     | TKO | 11    | 10. srpnja 1976.    | Beograd, Srbija                        | Osvojio EBU titulu u poluteškoj kategoriji.          |
| Poraz                                                                                                  | 12–1       | Matthew Saad Muhammad | PTS | 8     | 21. svibnja 1976.   | Milan, Lombardija, Italija             |                                                      |
| Pobjeda                                                                                                | 12–0       | Maile Haumona         | PTS | 10    | 20. ožujka 1976.    | Melbourne, Victoria, Australija        |                                                      |
| Pobjeda                                                                                                | 11–0       | Sentiki Qata          | PTS | 10    | 6. ožujka 1976.     | Sydney, New South Wales, Australija    |                                                      |
| Pobjeda                                                                                                | 10–0       | Macka Foley           | TKO | 2     | 6. veljače 1976.    | Trst, Friuli-Venezia Giulia, Italija   |                                                      |
| Pobjeda                                                                                                | 9–0        | Onelio Grando         | PTS | 8     | 26. prosinca 1975.  | Reggio Emilia, Emilia-Romagna, Italija |                                                      |
| Pobjeda                                                                                                | 8–0        | Billy Freeman         | PTS | 10    | 22. studenoga 1975. | Skopje, Sjeverna Makedonija            |                                                      |
| Pobjeda                                                                                                | 7–0        | Karl Zurheide         | KO  | 1     | 30. listopada 1975. | Milano, Lombardija, Italija            |                                                      |
| Pobjeda                                                                                                | 6–0        | Johnny Griffin        | TKO | 5     | 6. listopada 1975.  | Zagreb, Hrvatska                       |                                                      |
| Pobjeda                                                                                                | 5–0        | Jose Evaristo Gomez   | PTS | 8     | 13. rujna 1975.     | Pula, Hrvatska                         |                                                      |
| Pobjeda                                                                                                | 4–0        | Jose Galvez Vasquez   | PTS | 8     | 22. kolovoza 1975.  | Split, Hrvatska                        |                                                      |
| Pobjeda                                                                                                | 3–0        | Horst Lang            | KO  | 1     | 12. srpnja 1975.    | Arenzano, Liguria, Italija             |                                                      |
| Pobjeda                                                                                                | 2–0        | Robert Amory          | TKO | 5     | 20. lipnja 1975.    | Milano, Lombardija, Italija            |                                                      |
| Pobjeda                                                                                                | 1–0        | Dante Lazzari         | KO  | 1     | 31. svibnja 1975.   | Opatija, Hrvatska                      |                                                      |

## Zanimljivosti
- U kasnim 1990-ima Parlov je priznao svoju tajnu strast – čitanje poezije. U intervjuu tjednom časopisu Nedjeljnoj Dalmaciji rekao je kako je na njega utjecao stariji brat koji je bio profesor hrvatskog jezika. Ponekad se psihološki pripremao za borbu čitanjem hrvatske poezije.
- Cijenio je vještine Dragutina Šurbeka.[5]
- Zanimljiva zgoda kaže da je jednom prigodom pred sam početak meča saznao da tadašnja JRT nema novaca za prijenos, a Mate je tada, kao zaista veliki čovjek i športaš, samo upitao koliko to košta i ispisao ček na traženi iznos.

## Vanjske poveznice
- (engl.) Olympiad Medal Results for 1972: Boxing 75-81kg (light-heavyweight) Men
- (engl.) Professional boxing record for Mate Parlov  Arhivirana inačica izvorne stranice od 14. lipnja 2012. (Wayback Machine) s Boxreca
- Odlazak legende  Arhivirana inačica izvorne stranice od 13. kolovoza 2014. (Wayback Machine) Umro najveći hrvatski boksač Mate Parlov, 30. srpnja 2008.

| Prethodnik:         | Prvak u poluteškoj kategoriji po WBC-u 7. siječnja 1978. – 2. prosinca 1978. | Nasljednik:    |
| Miguel Angel Cuello | Prvak u poluteškoj kategoriji po WBC-u 7. siječnja 1978. – 2. prosinca 1978. | Marvin Johnson |